# トム・オブ・フィンランド (映画)
『トム・オブ・フィンランド』（Tom of Finland）は、2017年のフィンランドの伝記映画。監督はドメ・カルコスキ、出演はペッカ・ストラングとラウリ・ティルカネンなど。ゲイアートの先駆者として知られるトム・オブ・フィンランド（本名：トウコ・ラークソネン）の半生が描かれている。
2017年1月、スウェーデンのヨーテボリ国際映画祭で初公開され、同映画祭で国際映画批評家連盟賞（The Fipresci Award）を受賞した。

## キャスト
- トウコ・ラークソネン（トム・オブ・フィンランド）: ペッカ・ストラング（フィンランド語版）
- ヴェリ・マキネン（ニパ）: ラウリ・ティルカネン（フィンランド語版） - ダンサー。トウコの恋人に。
- カイヤ・ラークソネン: ジェシカ・グラボウスキー（フィンランド語版） - トウコの妹。
- ヘイッキ・アリヨキ: タイスト・オクサネン（フランス語版） - トウコの戦時中の上官。
- ダグ: シェーマス・サージェント - トムの米国のファン。
- ジャック: ヤーコブ・オフテブロ（英語版） - トムの米国のファン。ダグの恋人。

## 日本での劇場公開
映画倫理機構の最初の審査では「R18＋の基準を超える過激な描写」だとして区分も与えられず、無修正では日本国内の上映ができない恐れがあった。配給会社のマジックアワーは映倫と話し合いを重ね、映倫は「R18＋」として許可。2019年8月2日にようやく上映にこぎつけた。マジックアワーの代表は新聞の報道を通じて「映倫の規制は、映画文化を守るためのものではなくなっている」と訴えた。

## 作品の評価
Rotten Tomatoesによれば、70件の評論のうち高評価は83%にあたる58件で、批評家の一致した見解は「『トム・オブ・フィンランド』は、個人的な葛藤から生まれた先駆的な芸術を、共感的かつ公平に、そして何よりも面白く描くことで、その題材に敬意を表している。」となっている。Metacriticによれば、13件の評論のうち、高評価は5件、賛否混在は8件、低評価はなく、平均点は100点満点中56点となっている。